# 阿拉莫 (新墨西哥州)
阿拉莫（英語：Alamo）是位於美國新墨西哥州索科羅縣的普查規定居民點。

## 人口
根據2020年美國人口普查的數據，阿拉莫的面積為101.46平方千米，皆為陸地。當地共有人口1150人，而人口密度為每平方千米11.33人。